# Bjørn Hasløv
Bjørn Borgen Hasløv (Koppenhága, 1941. május 18. –) olimpiai bajnok dán evezős.

## Pályafutása
Az 1964-es tokiói olimpián aranyérmet szerzett kormányos nélküli négyesben John Hansennel, Erik Petersennel és Kurt Helmudttal. Ugyanebben az évben az amszterdami Európa-bajnokságon egy ezüstérmet szerzett ebben a versenyszámban.

## Sikerei, díjai
- Olimpiai játékok
  - aranyérmes: 1964, Tokió (kormányos nélküli négyes)
- Európa-bajnokság
  - ezüstérmes: 1964 (kormányos nélküli négyes)